# ТЭС Гудду
Тепловая электростанция «Гудду» — тепловая электростанция, расположенная в Гудду, Синд, Пакистан. Построенная в 1980-х годах электростанция с технической и финансовой помощью Союза Советских Социалистических Республик (СССР). Решение о строительстве ТЭС было принято после визита Зульфикара Бхутто в Советский Союз. 
В апреле 2014 года тогдашний премьер-министр Наваз Шариф торжественно ввел в эксплуатацию две газовые турбины мощностью по 243 МВт каждая.
По состоянию на 2017 год, на станции было установлено семнадцать энергоблоков, и ее вклад в национальную электросеть составлял от 1400 до 1750 МВт. 

## Сведения о проекте[5]
| Название блока | Статус          | Топливо                          | Мощность (МВт) | Технология           | CHP        | Год ввода в эксплуатацию |
| -------------- | --------------- | -------------------------------- | -------------- | -------------------- | ---------- | ------------------------ |
| 1              | Законсервирован | Природный газ                    | 110            | Паровая турбина      | нет данных | 1974                     |
| 11-12          | В эксплуатации  | Природный газ                    | 272            | Газовая турбина      | нет данных | 1992                     |
| 13             | В эксплуатации  | Природный газ                    | 143            | Комбинированный цикл | нет данных | 1992                     |
| 14-16          | В эксплуатации  | Природный газ, дизельное топливо | 747            | Комбинированный цикл | нет данных | 2014                     |
| 2              | Законсервирован | Природный газ, мазут             | 110            | Паровая турбина      | нет данных | 1974                     |
| 3              | Законсервирован | Природный газ, мазут             | 210            | Паровая турбина      | нет данных | 1980                     |
| 4              | Законсервирован | Природный газ, мазут             | 210            | Паровая турбина      | нет данных | 1985                     |
| 5-6            | В эксплуатации  | Природный газ                    | 200            | Комбинированный цикл | нет данных | 1987                     |
| 7-10           | В эксплуатации  | Природный газ                    | 400            | Газовая турбина      | нет данных | 1987                     |

CHP - это аббревиатура от Combined Heat and Power (комбинированное производство тепла и электроэнергии). Эта технология позволяет эффективно производить как электрическую, так и тепловую энергию.
| Название блока | Владелец                               | Родительская компания                     |
| -------------- | -------------------------------------- | ----------------------------------------- |
| 1              | Central Power Generation Co Ltd [100%] | Power Planning and Monitoring Co [100.0%] |
| 11-12          | Central Power Generation Co Ltd [100%] | Power Planning and Monitoring Co [100.0%] |
| 13             | Central Power Generation Co Ltd [100%] | Power Planning and Monitoring Co [100.0%] |
| 14-16          | Central Power Generation Co Ltd [100%] | Power Planning and Monitoring Co [100.0%] |
| 2              | Central Power Generation Co Ltd [100%] | Power Planning and Monitoring Co [100.0%] |
| 3              | Central Power Generation Co Ltd [100%] | Power Planning and Monitoring Co [100.0%] |
| 4              | Central Power Generation Co Ltd [100%] | Power Planning and Monitoring Co [100.0%] |
| 5-6            | Central Power Generation Co Ltd [100%] | Power Planning and Monitoring Co [100.0%] |
| 7-10           | Central Power Generation Co Ltd [100%] | Power Planning and Monitoring Co [100.0%] |